# Club du Manège
Der Club du Manège, bzw. offiziell Réunion des Amis de la Liberté et de l'Égalité (dt. Vereinigung der Freunde der Freiheit und der Gleichheit) war ein neojakobitischer Klub, der sich formal am 26. Juli 1799 gründete. Versammlungsort war die bekannte Salle du Manège.
Führungspersönlichkeit war Jean-Baptiste Drouet. Der Klub errang schnell politischen Einfluss. Der Manege-Klub stand dabei in strengem Gegensatz zum führenden Direktor des Direktoriums Sieyes. Durch dessen Unterstützung für den Staatsstreich Napoleons am 18. Brumaire, wurde die Vereinigung stark angegriffen und verlor rasch an Bedeutung. Spätestens mit der Proskriptionsliste des 5. Januar 1801 war der Klub endgültig zerschlagen.